# Hoplotarache ectorrida
Hoplotarache ectorrida là một loài bướm đêm trong họ Noctuidae.